# Теодор Фантен-Латур
Теодор Фантен-Латур (фр. Théodore Fantin-Latour; 19 листопада 1805, Мец — 20 квітня 1875, Париж) — французький художник. Батько художника Анрі Фантена-Латура.
Теодор Фантен-Латур навчався у майстерні живопису Бенджаміна Роллана (1777—1855) у Гренобльській школі малювання. Під егідою цього колишнього учня Жака-Луї Давіда, прихильника неокласицизму, він сформувався як кудожник. У 1834 році він одружився з прийомною дочкою графині Золофф, Елен де Найденов, з якою у нього було троє дітей, серед яких Анрі Фантін-Латур, який народився у 1836 році. Визнавши таланти свого маленького сина, він провів свої перші курси малювання з 1846 року.
Теодор Фантен-Латур регулярно виставляється в салоні між 1842 і 1866 роками.